# Villa rustica (Balzhausen)

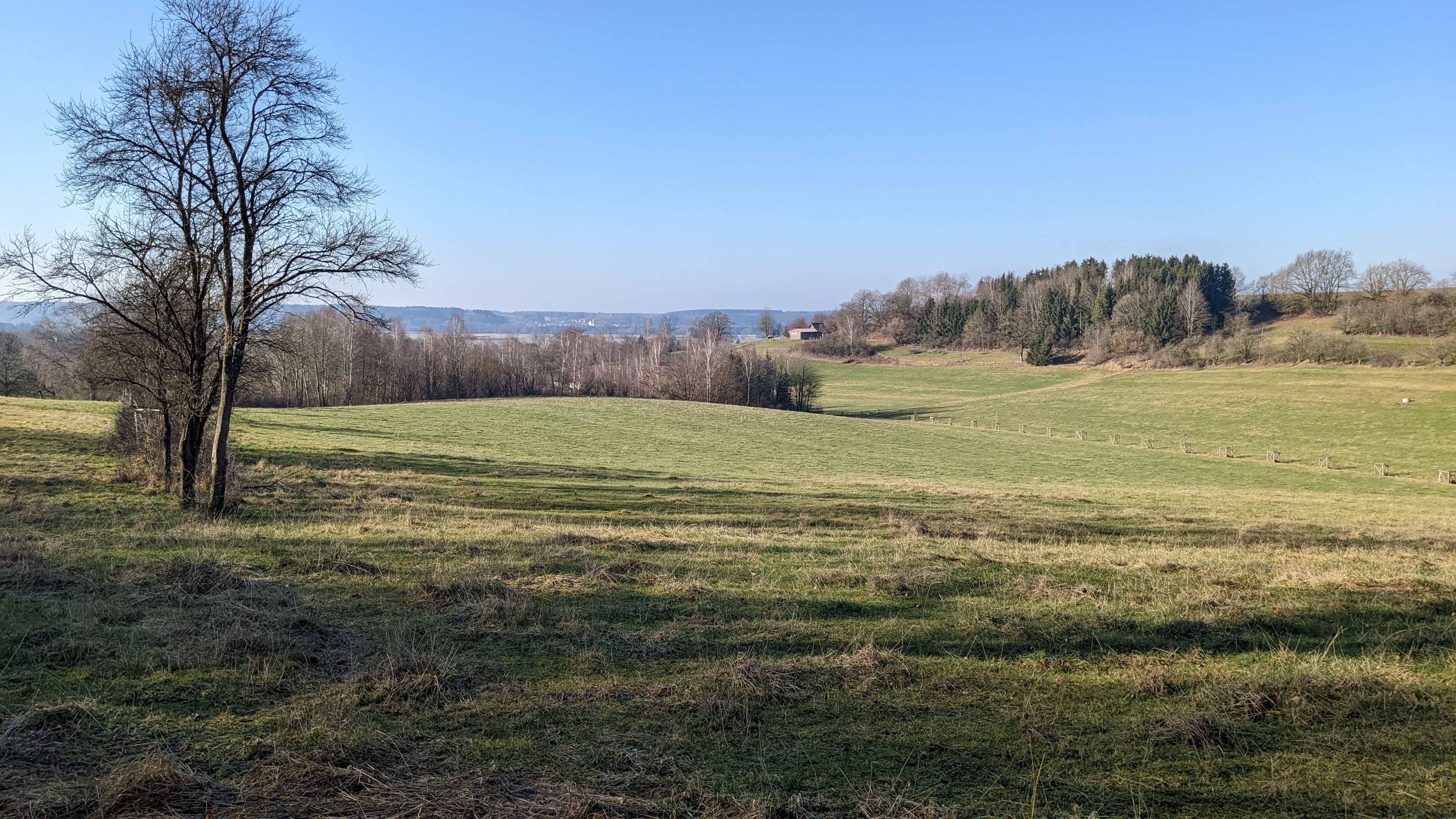
Gelände der Villa Rustica bei Kirrberg

Die Villa rustica auf der Gemarkung von Balzhausen, einer Gemeinde im schwäbischen Landkreis Günzburg in Bayern, wurde von 1971 bis 1975 am Ostrand des Mindeltals ausgegraben. Die Villa rustica, zweihundert Meter nordnordöstlich der Kapelle St. Maria in Kirrberg, ist ein geschütztes Bodendenkmal.
Das Hauptgebäude des römischen Gutshofes mit Eckrisaliten hat eine Größe von 32,5 × 24,5 Metern. Drei Räume waren mit Hypokaustanlagen beheizt und einige Wände mit Fresken bemalt.
125 Meter östlich des Wohnhauses wurde ein Ziegelbrennofen freigelegt, ein zweiter Ofen wurde angeschnitten. Die zahlreichen Ziegelbruchstücke und Fehlbrände lassen auf eine Ziegelei für den eigenen Bedarf des Gutshofes schließen.
Im Jahr 1978 wurden hier drei Silexklingen gefunden, die auf eine neolithische Besiedlung  hinweisen.